# Art of Fighting
Art of Fighting (jap.: 龍虎の拳, Ryūko no Ken), oder kurz AOF, ist eine Fighting-Game-Serie von SNK. Der erste Teil erschien 1992 für das Neo Geo. Die Reihe ist das Prequel zur Fatal-Fury-Serie.

## Geschichte
Die zentrale Geschichte des ersten Art of Fighting dreht sich um die Rettung von Yuri Sakazaki, der Schwester eines der Protagonisten, Ryo Sakazaki. Die Geschichte findet vor den Geschehnissen der Fatal-Fury-Serie statt, da der Vater von Terry Bogard, Jeff Bogard, noch am Leben ist.
In den Nachfolgern des Spiels konzentriert sich die Geschichte allerdings mehr auf die Schwierigkeiten und Verwicklungen der Familie Sakazaki und deren Kampfstil Karate, der im Spiel Kyokugen-ryū (jap.: „Extremer Stil“) genannt wird. Wie andere Elemente aus AOF tritt auch die Familie Sakazaki in den Spielen von The King of Fighters auf.
Art of Fighting selbst findet 1978 statt, Teil 2 und 3 1979, wenn man die angegebenen Geburtsdaten der Kämpfer heranzieht (zum Beispiel wird Ryo mit dem Jahr 1957 angegeben). Als SNK die Figuren aus ihren verschiedenen Serien zusammenbrachte, um daraus The King of Fighters (das ein weiteres Handlungsuniversum darstellt) zu bilden, wurden die Geburtsdaten der Art-of-Fighting-Kämpfer angepasst, sodass die Altersunterschiede zwischen den Kämpfern der anderen Serien aufgehoben wurden. Dies wurde gemacht, um nicht neue und dem „echten“ Alter angepasste Charaktermodelle zeichnen zu müssen.

## Gameplay
Art of Fighting war das erste Spiel mit einer sogenannten Super bar und führte auch die Spirit gauge und den Desperation move ein. Unter Desperation move versteht man eine Art Verzweiflungsschlag, der aus vielen kombinierten Tritten und Schlägen besteht. Die Spirit gauge wird manuell aufgeladen und wird bei jedem Special move verbraucht. Dafür sind die Aktionen dann kräftiger, was beim Gegner mehr Schaden verursacht.

## Chronologie

### Art-of-Fighting-Serie
- Art of Fighting (1992)
- Art of Fighting 2 (1994)
- Art of Fighting 3 – The Path of the Warrior (Ryūko no Ken Gaiden in Japan) (1996)

### Verwandte Spiele
- Fatal Fury Special
- The King of Fighters ’94
- The King of Fighters ’95
- The King of Fighters ’96
- The King of Fighters ’97
- The King of Fighters ’98 – The Slugfest
- The King of Fighters ’99: The Millennium Battle
- The King of Fighters 2000
- The King of Fighters 2001
- The King of Fighters 2002: Challenge to the Ultimate Battle
- The King of Fighters 2003
- The King of Fighters: Maximum Impact
- The King of Fighters: Neowave
- Capcom Vs. SNK – Millennium Fight 2000
- Capcom Vs. SNK 2 – Mark of the Millennium 2001
- SVC Chaos: SNK Vs. Capcom
- Buriki One: World Grapple Tournament in Tokyo
- Fatal Fury: Wild Ambition
- NeoGeo Battle Coliseum
- The King of Fighters ’95 (Umsetzung für den Game Boy Color)
- Nettou The King of Fighters ’96 (Umsetzung für den Game Boy Color)
- Quiz King of Fighters
- The King of Fighters: Kyo
- The King of Fighters R-1
- The King of Fighters R-2
- The King of Fighters 11
- The King of Fighters 12
- The King of Fighters 13

## Charaktere

### Figuren aus Fatal Fury
- Geese Howard

### Figuren mit Auftritten in anderen Spielen
Diese Liste beinhaltet Figuren, die in The King of Fighters und der SNK-vs.-Serie auftraten.
- Eiji Kisaragi
- Kasumi Todoh
- King
- Mr. Big
- Robert Garcia
- Ryo Sakazaki
- Ryuhaku Todoh
- Takuma Sakazaki
- Yuri Sakazaki

### Andere Figuren
- Jack Turner
- Jin Fuha
- John Crawley: offensichtlich inspiriert von Guile aus Street Fighter.
- Karman Cole
- Lee Pai Long
- Lenny Creston
- Micky Rodgers
- Rody Birts
- Sinclair
- Temjin
- Wang Koh-San
- Wyler

## Filmumsetzung
Die Kampfspiel-Saga wurde 1993 als OVA unter dem Titel Battle spirits ryûko no ken (バトルスピリッツ 龍虎の拳) umgesetzt.